# 汐止白雲派出所
汐止白雲派出所是臺灣新北市汐止區的一處歷史建築，建於1939年，時稱十三分警察官吏派出所，在戰後改稱白雲派出所，並在1981年被裁撤，於2009年被登錄為臺北縣歷史建築。

## 介紹
汐止的十三分地區在1901年即設有「什三份警察官吏派出所」，隸屬於基隆廳金包里支廳。於1920年，改隸屬於臺北州七星郡警察課汐止分室，並更名為「十三分警察官吏派出所」。現在之建築為1939年5月22日落成的新廳舍，廳舍南側為行政辦公空間的洋館、北側為作為警察宿舍的和館。洋館具妻切式屋頂，正面兩側開有長條窗及小口窗、上方設有雨遮、通風陶瓦、警徽（已不存）。洋館的牆面及屋頂在2019年修復完成，而附近還保留著當時的入口門柱、升旗台座。和館則是約在1980年代已坍塌，目前僅存殘蹟。
二戰後，白雲派出所亦曾作為白雲國小的校長宿舍，在1992年經報廢在案。此建築後經民眾提報，在2009年被登錄為臺北縣歷史建築。
另外，派出所東側原有1944年設立的汐止南國民學校（今汐止國小）十三分分教場，其於戰後改為白雲國小，後因學生人數逐漸減少，白雲國小於1974年遷至山下的白雲國小橫科分校，並改分校為本校，原本校改為「白雲國小碧雲分校」，而碧雲分校在1984年廢校。校舍在之後由人本教育基金會承租，以開辦森林小學。